# Myles Wakefield
Myles Wakefield (Durban, 13 giugno 1974) è un ex tennista sudafricano.

## Carriera
In carriera ha vinto un titolo di doppio, il Grand Prix Hassan II nel 2002, in coppia con l'australiano Stephen Huss. Nei tornei del Grande Slam ha ottenuto il suo miglior risultato raggiungendo i quarti di finale di doppio misto a Wimbledon nel 2001, in coppia con la connazionale Nannie de Villiers.

## Statistiche

### Doppio

#### Vittorie (1)
| Numero | Anno           | Torneo                           | Superficie  | Compagno     | Avversari in finale     | Punteggio |
| 1.     | 15 aprile 2002 | Grand Prix Hassan II, Casablanca | Terra rossa | Stephen Huss | Martín García Luis Lobo | 6-4, 6-2  |

### Doppio

#### Finali perse (2)
| Numero | Anno             | Torneo                                                        | Superficie | Compagno       | Avversari in finale              | Punteggio |
| 1.     | 12 novembre 2000 | St. Petersburg Open, San Pietroburgo                          | Cemento    | Thomas Shimada | Daniel Nestor Kevin Ullyett      | 6-7, 5-7  |
| 2.     | 12 marzo 2001    | Delray Beach International Tennis Championships, Delray Beach | Cemento    | Thomas Shimada | Jan-Michael Gambill Andy Roddick | 3-6, 4-6  |